# Anopliomorpha antennata
Anopliomorpha antennata là một loài bọ cánh cứng trong họ Cerambycidae.